# Калныньш, Индрикис
И́ндрикис Хе́йнрикис Ка́лныньш (лат. Indriķis Heinrihs Kalniņš, 15 февраля 1895, Рига — 15 сентября 1968, Каламазу) — латышский шахматист. Участник нескольких чемпионатов Латвии. В составе сборной Латвии участник неофициальной шахматной олимпиады 1936 г.

## Биография
Окончил математический факультет Латвийского университета. Работал секретарём в министерстве внутренних дел Латвии. Был известен в Латвии как активный шахматный организатор. В 1937 г. был избран казначеем Латвийского шахматного союза. В 1938 г. работал в оргкомитетах международных матчей с командами Эстонии и Литвы.
Во время II Мировой войны эмигрировал. Сначала находился в лагере для перемещённых лиц в Баварии. В это время много выступал с лекциями по истории шахмат. В 1947 г. стал победителем турнира по быстрым шахматам в Регенсбурге.
Позже переехал в США. В 1953 г. участвовал в открытом чемпионате США. В 1955 г. стал серебряным призером чемпионата штата Мичиган (победил другой эмигрант из Латвии Л. Дрейбергс). В 1956 г. победил в чемпионате города Каламазу. До конца жизни участвовал в работе организации латышских шахматистов в США.

## Спортивные результаты
| Год  | Город    | Соревнование                                                 | + | − | = | Результат | Место  |
| ---- | -------- | ------------------------------------------------------------ | - | - | - | --------- | ------ |
| 1934 | Рига     | Чемпионат Латвии                                             | 2 | 9 | 4 | 4 из 15   | 13—14  |
| 1936 | Мюнхен   | Неофициальная шахматная олимпиада (сборная Латвии, запасной) | 3 | 1 | 4 | 5 из 8    |        |
| 1937 | Рига     | Латвийский шахматный конгресс (группа 1)                     | 4 | 7 | 2 | 5 из 13   | 10—11  |
| 1938 | Рига     | Латвийский шахматный конгресс (группа 2)                     | 4 | 3 | 6 | 7 из 13   | 7      |
| 1953 | Милуоки  | Открытый чемпионат США                                       |   |   |   |           | [ 13 ] |
| 1955 |          | Чемпионат штата Мичиган                                      |   |   |   | 6½ из 8   | 2      |
| 1956 | Каламазу | Чемпионат Каламазу                                           |   |   |   |           | 1      |